# Libuše Niklová
 (juin 2024).
Si vous disposez d'ouvrages ou d'articles de référence ou si vous connaissez des sites web de qualité traitant du thème abordé ici, merci de compléter l'article en donnant les références utiles à sa vérifiabilité et en les liant à la section « Notes et références ».

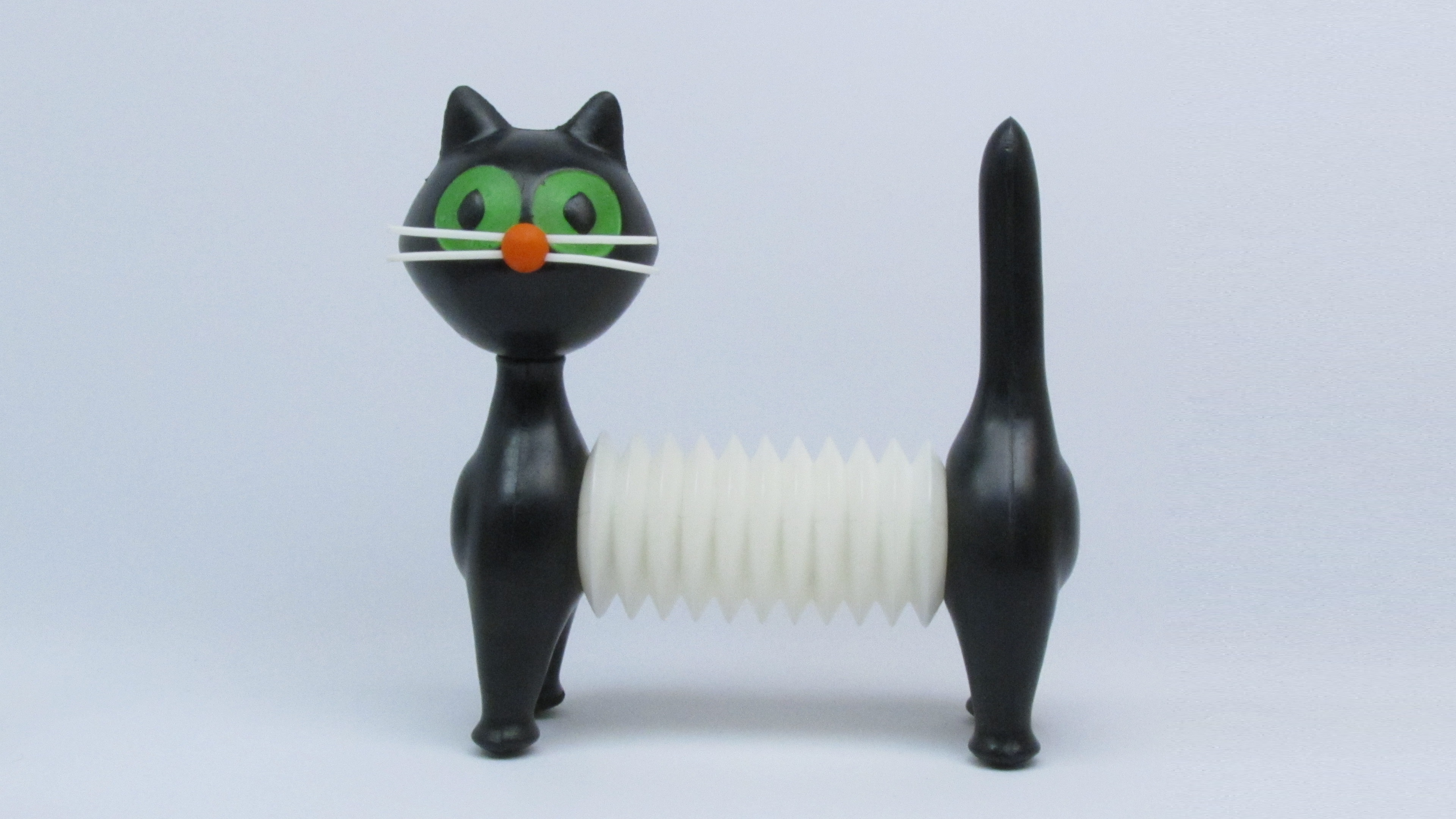
Tomcat, le chat Líba - jouet accordéon en kit - conçu par Libuše Niklová en 1963 pour Fatra Napajedla.

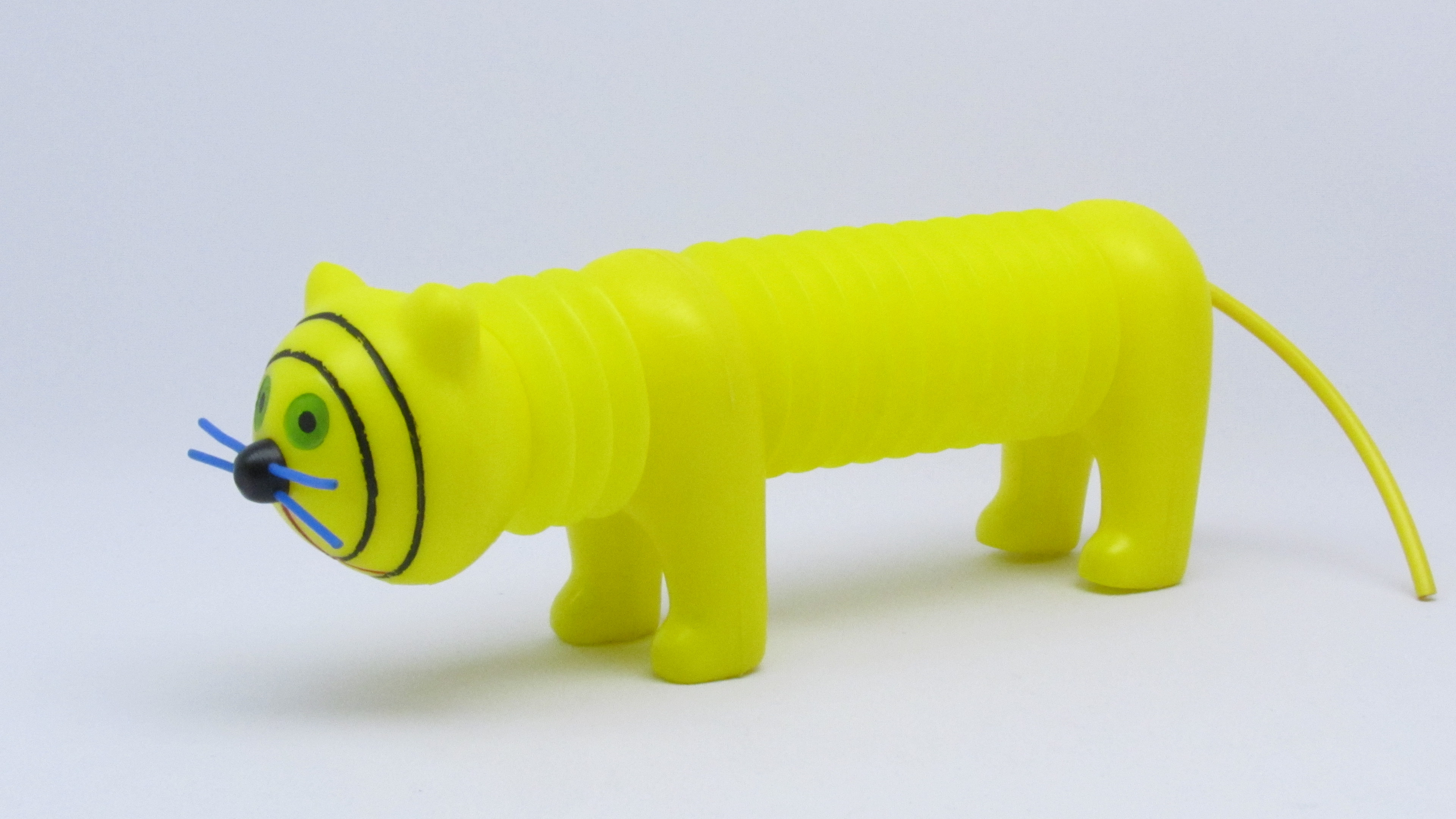

Libuše Niklová (née Kyselaková le  1er avril 1934 à Zlín et morte le 5 juin 1981 dans la même ville) est une designer tchécoslovaque de jouets. Elle créa plus de 230 jouets originaux.
Ses figurines en caoutchouc, ses animaux accordéon et ses jouets gonflables sont particulièrement célèbres.
Ses œuvres sont présentes dans les collections de musées à travers le monde, notamment :
- le musée des Arts décoratifs à Paris ;
- le Museum of Modern Art à New York ;
- le Victoria and Albert Museum à Londres ;
- le musée national d'Art moderne de Tokyo ;
- le musée des Arts décoratifs de Prague.

Son talent créatif et son influence sur le monde du design lui valent de devenir la première femme designer à être intronisée au prestigieux Hall of Fame en 2012, à l'occasion des Czech Grand Design (cs) Awards annuels.

## Biographie
Le 1er avril 1934 à Zlín, naît Libuše Kyseláková, qui deviendra plus tard célèbre sous le nom de Niklová. Entre 1949 et 1953, elle s'immerge dans le façonnage des matériaux plastiques, explorant ce domaine émergent à l'École d'Arts Appliqués Zdeněk Nejedlý à Zlín et Uherské Hradiště.
Après avoir obtenu son diplôme en 1954, elle rejoint l'usine Gumotex à Břeclav. Là, elle met en valeur ses talents et son ingéniosité, travaillant sans relâche jusqu'en 1964.
En 1958, elle trouve l'amour en la personne du peintre František Nikl, son camarade de lycée, qu'elle épouse, unissant ainsi leurs vies et leurs passions créatives.
En 1960, naît leur fils Petr Nikl, qui deviendra par la suite peintre, écrivain et artiste de théâtre tchèque. Huit ans plus tard, en 1968, leur famille s'agrandit avec la naissance d'une fille.
En 1961, Niklová entame sa carrière chez Fatra Napajedla. Tout au long de sa vie professionnelle, elle obtient des brevets pour neuf inventions et trois prix de designs industriels nationaux, laissant ainsi une empreinte indélébile sur l'industrie du jouet.

### Conceptions pour Gumotex
Dans l'usine de Gumotex Břeclav, où elle était arrivée après avoir terminé ses études, Libuše Niklová  concevait des jouets en caoutchouc, généralement couineurs, principalement de petits personnages et des animaux.
Toujours à la pointe de l'innovation, ces jouets évoluaient avec la technologie de l'époque, intégrant les matériaux modernes. D'abord pressés et en mousse de caoutchouc, puis soufflés en PVC, ils étaient finalement moulés en PVC dans les années 1960, avant d'être teints à la main avec des peintures latex.
Niklová a également laissé son empreinte en créant des jouets souvenirs, notamment pour des événements mémorables tels que la 2e Spartakiade tchécoslovaque et les foires et expositions de Brno.

### Conceptions pour Fatra Napajedla
Après la naissance de son fils Peter, un nouveau chapitre s'ouvre dans la carrière de Niklová. En 1961, elle rejoint l'équipe de Fatra Napajedla et y apporte son talent créatif jusqu'en 1980, marquant ainsi une période d'innovation dans l'histoire de l'entreprise.
Parmi les jouets qu'elle a inventés se trouvent un chat noir accordéon, un bélier et un crocodile. Elle  ne se contentait pas de créer des jouets, elle pensait également soigneusement à leur présentation. Chaque jouet non assemblé était accompagné d'un emballage astucieux, conçu pour susciter l'excitation dès le premier regard.

### Mort
En 1981, Libuše Niklová meurt à Gottwaldov ( une ville renommée depuis Zlín, sa ville natale où elle avait passé aussi une partie de son enfance).

## Principales créations
Niklová a créé plus de 230 jouets originaux, dont beaucoup ont été produits dans de nombreuses variantes de couleur.

### Jouets en caoutchouc couineurs
Ces jouets ont été conçus pour Gumotex Břeclav, de 1954 à 1964. 
Niklová a conçu 62 jouets en caoutchouc, la plupart d'entre eux étant couineurs, à l'exception de quelques poupées. Beaucoup de ces jouets ont également été produits dans plusieurs variantes de couleur, teints à la main avec des peintures latex. Elle a également conçu quelques jouets en tant que souvenirs, par exemple pour la Spartakiade ou les foires et expositions de Brno.

### Jouets accordéon
Ces jouets ont été conçus pour Fatra Napajedla, de 1963 à 1967.
Niklová a conçu douze jouets accordéon, dix animaux, un bébé et un train appelé Toot-Toot.

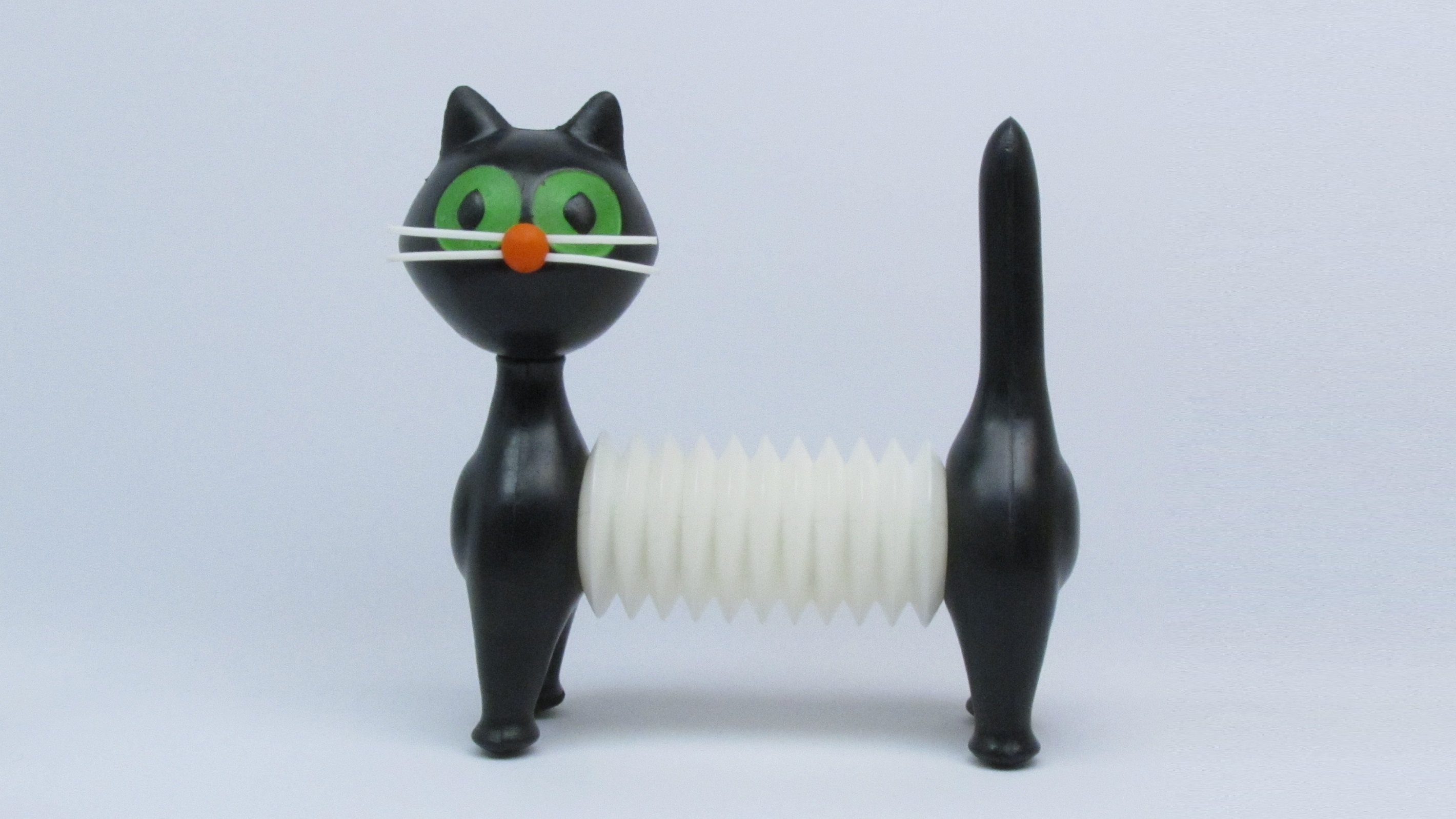
Líba le tomcat, 1963
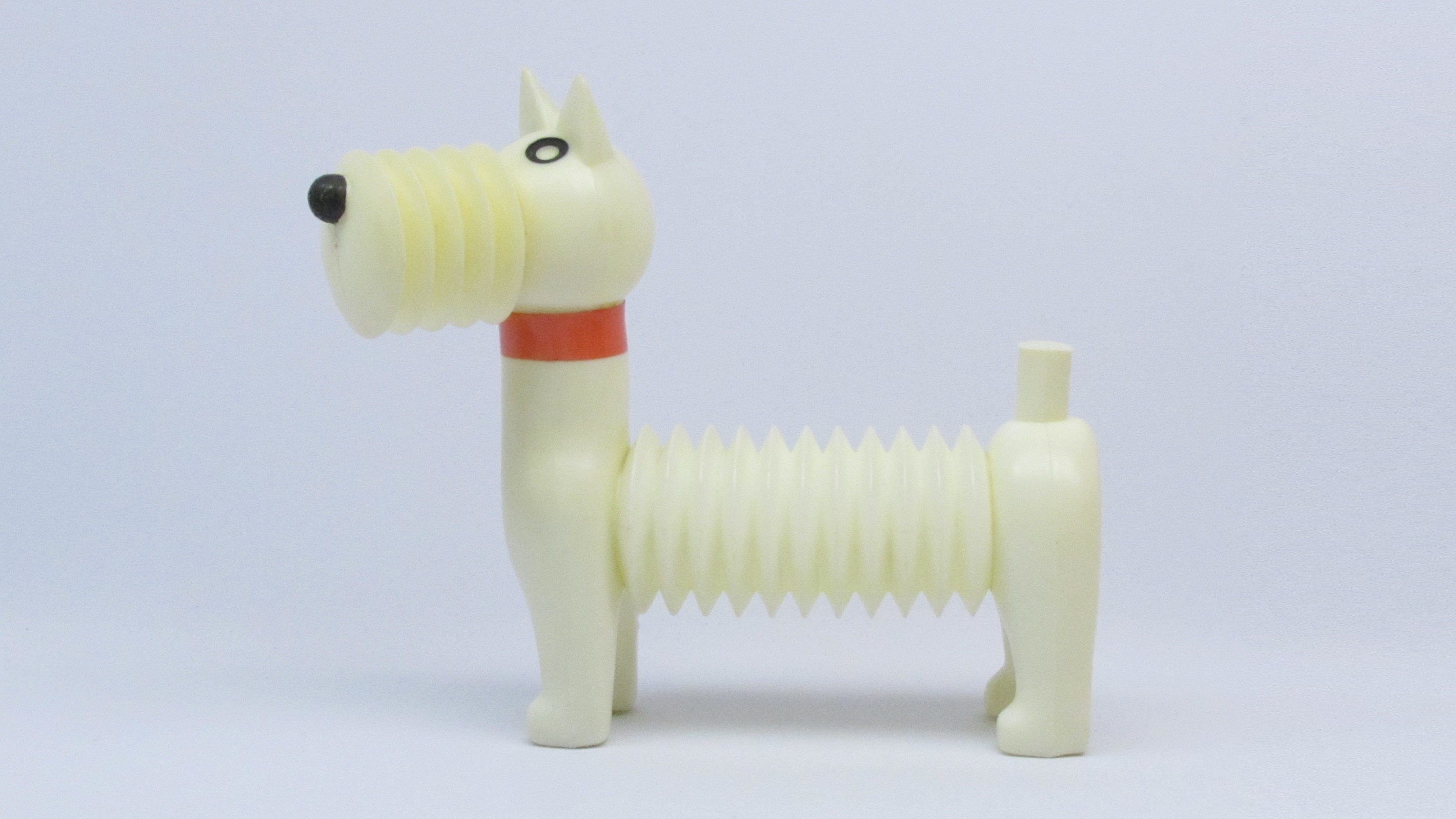
Rafan le chien, 1965
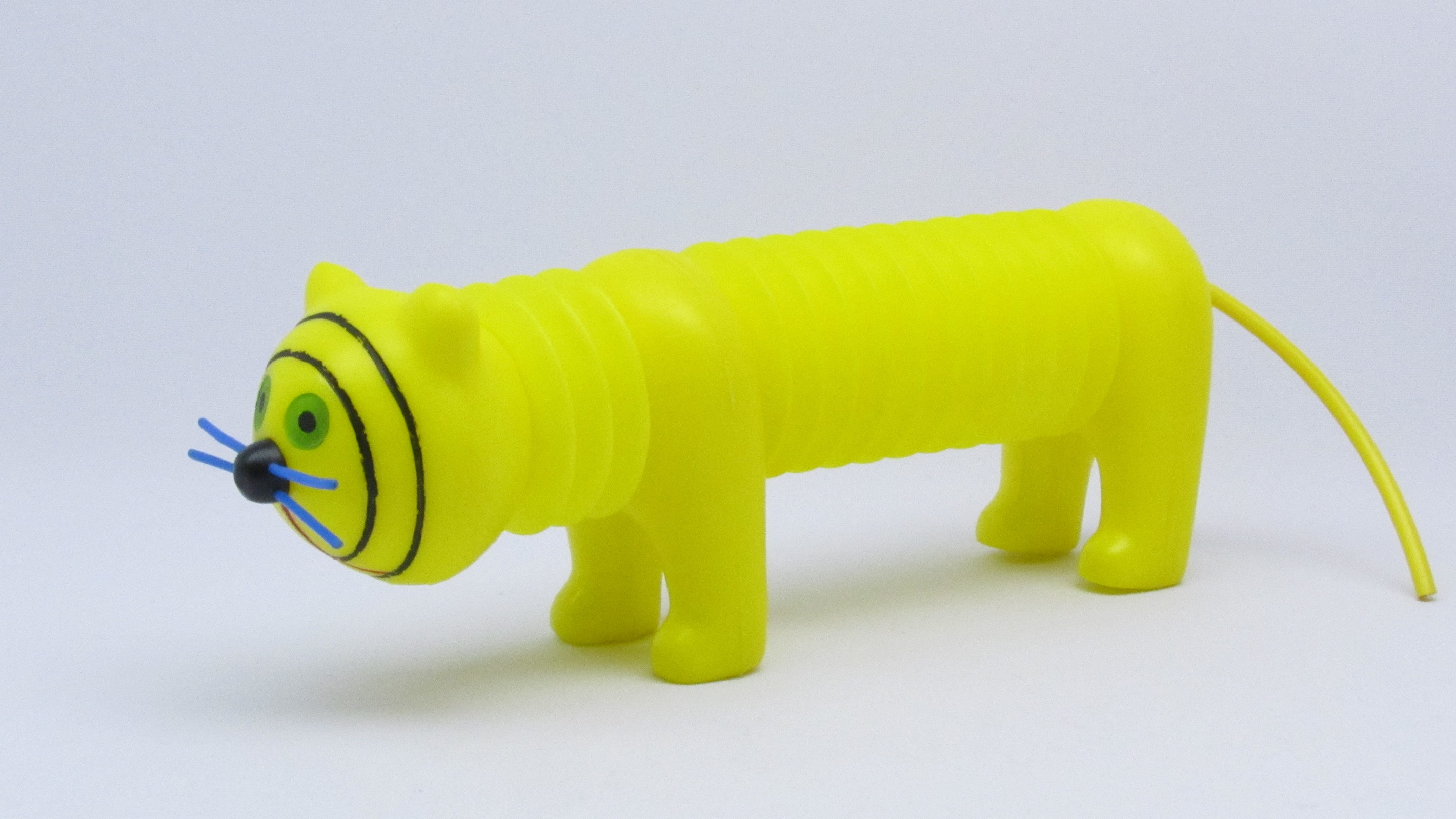
Tigre, 1964
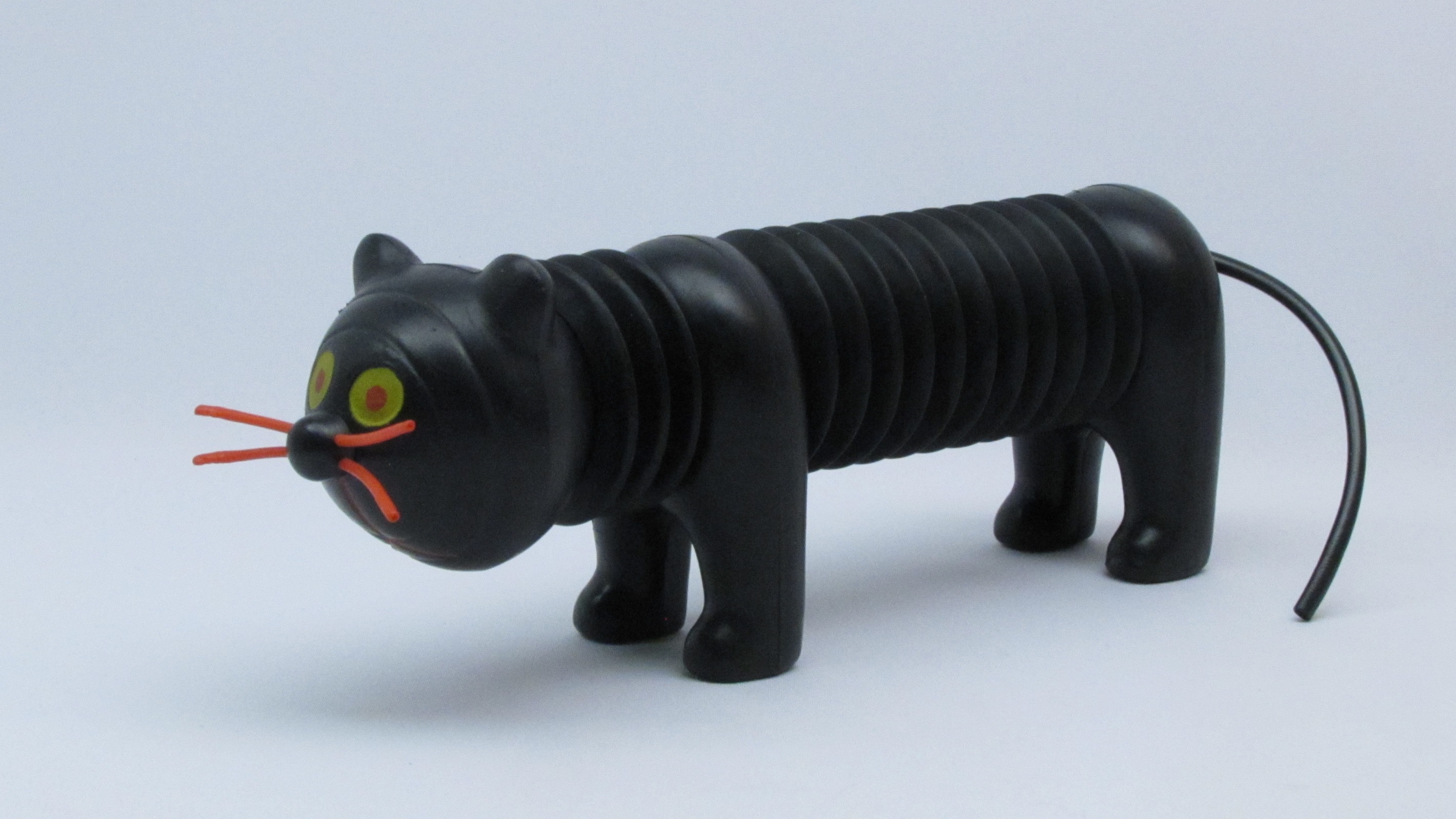
Panthère, 1964
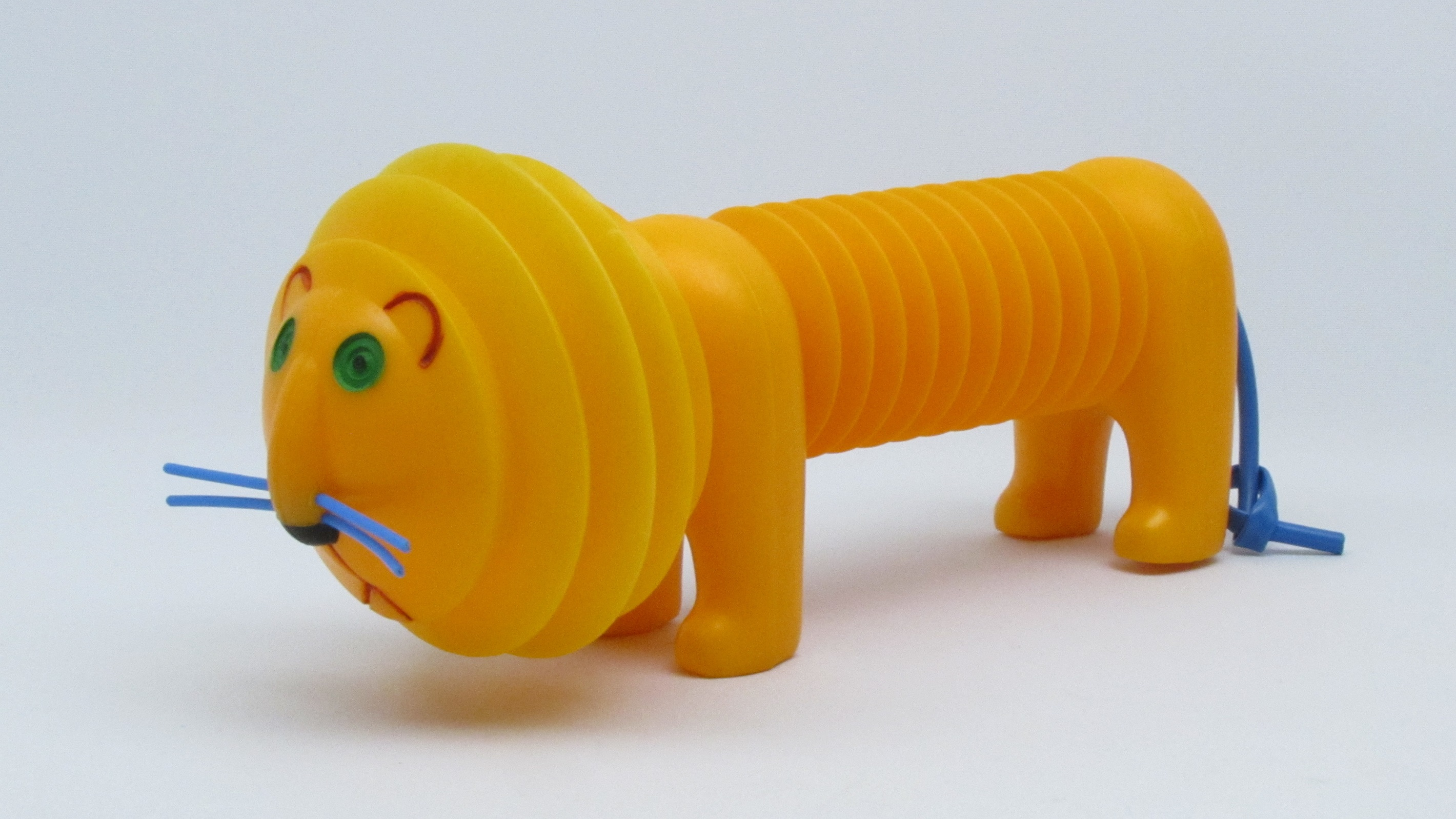
Lion, 1964
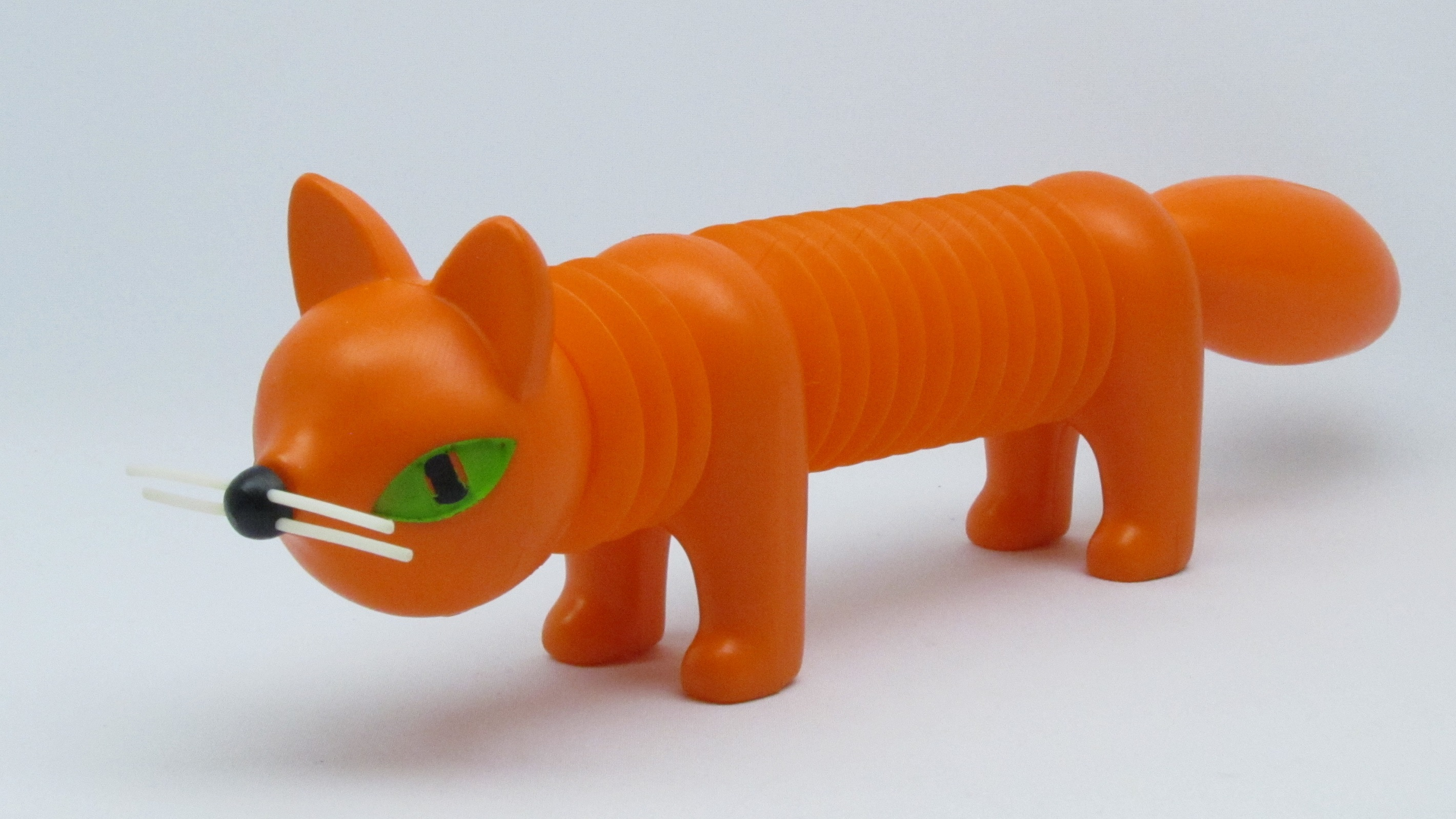
Renard, 1964
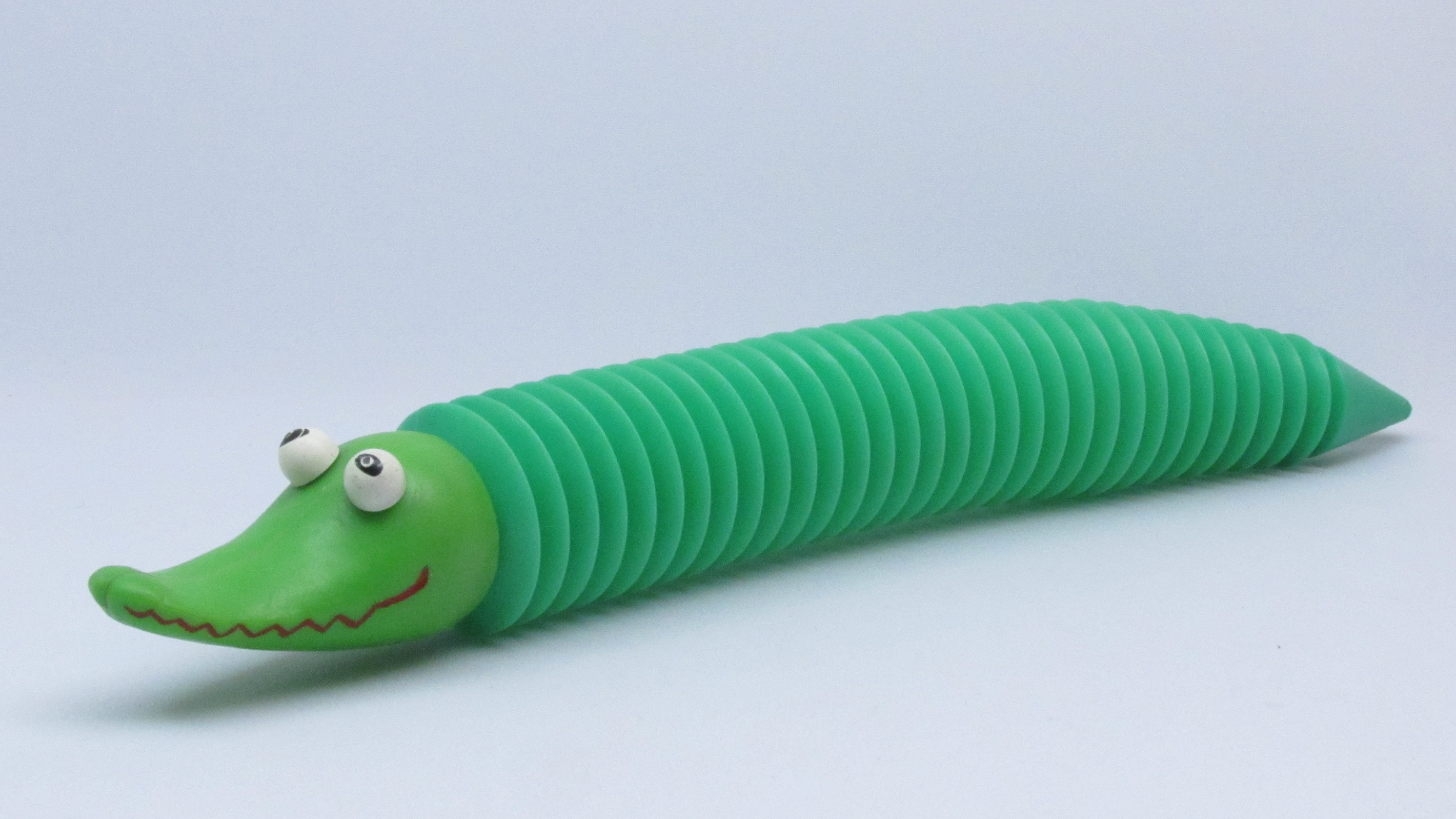
Crocodile, 1964
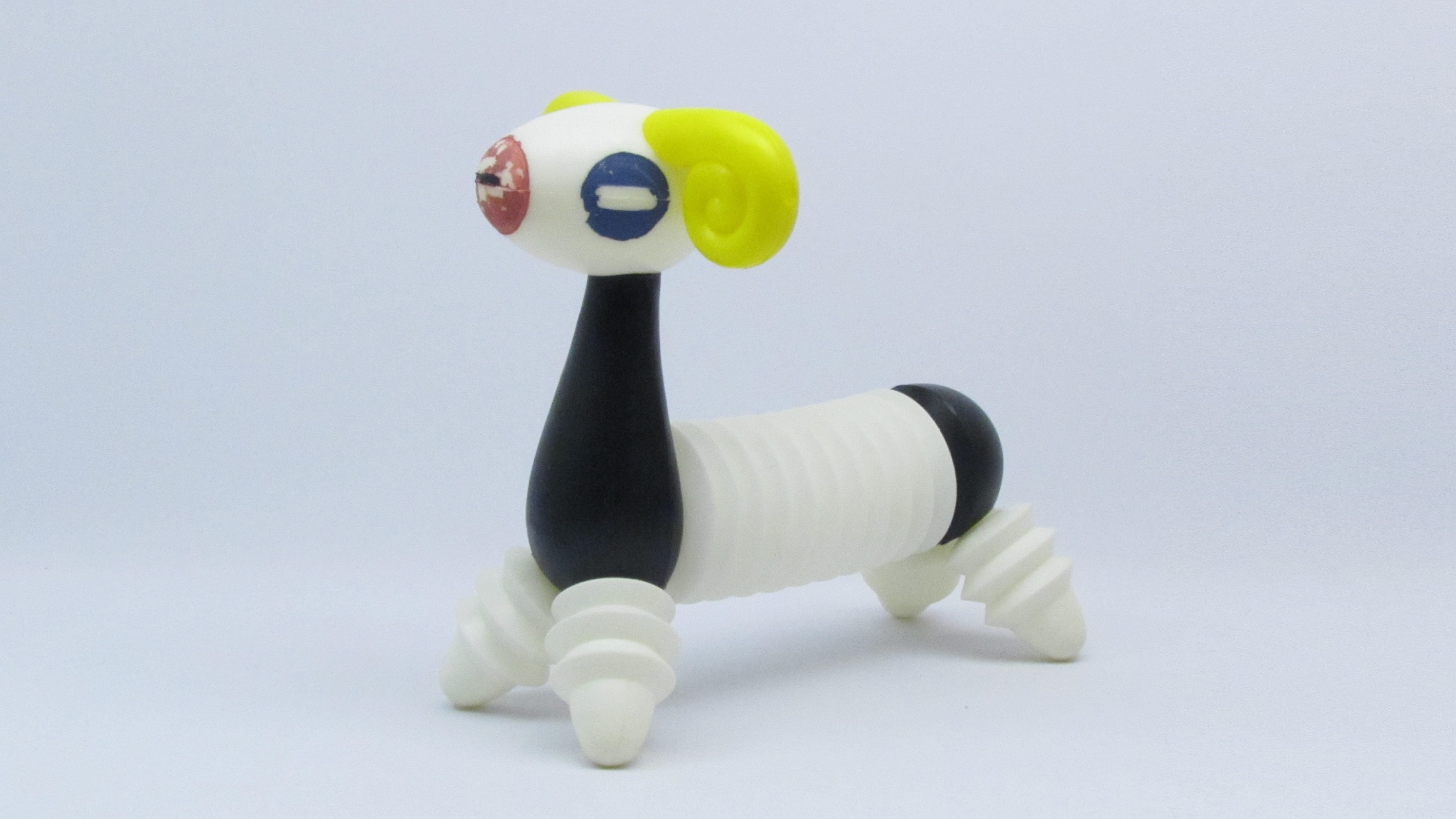
Otarie, 1965
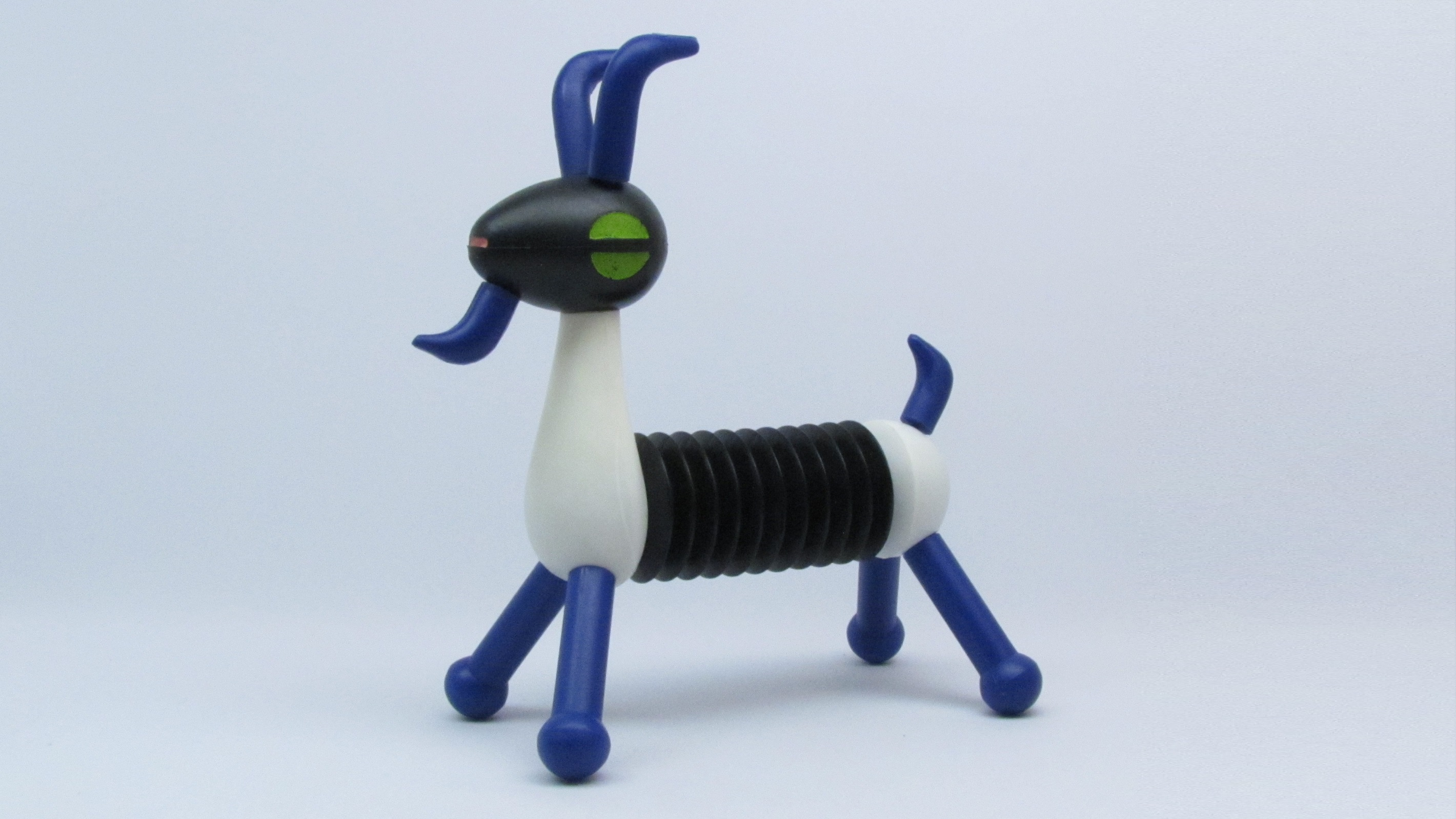
Chèvre, 1965
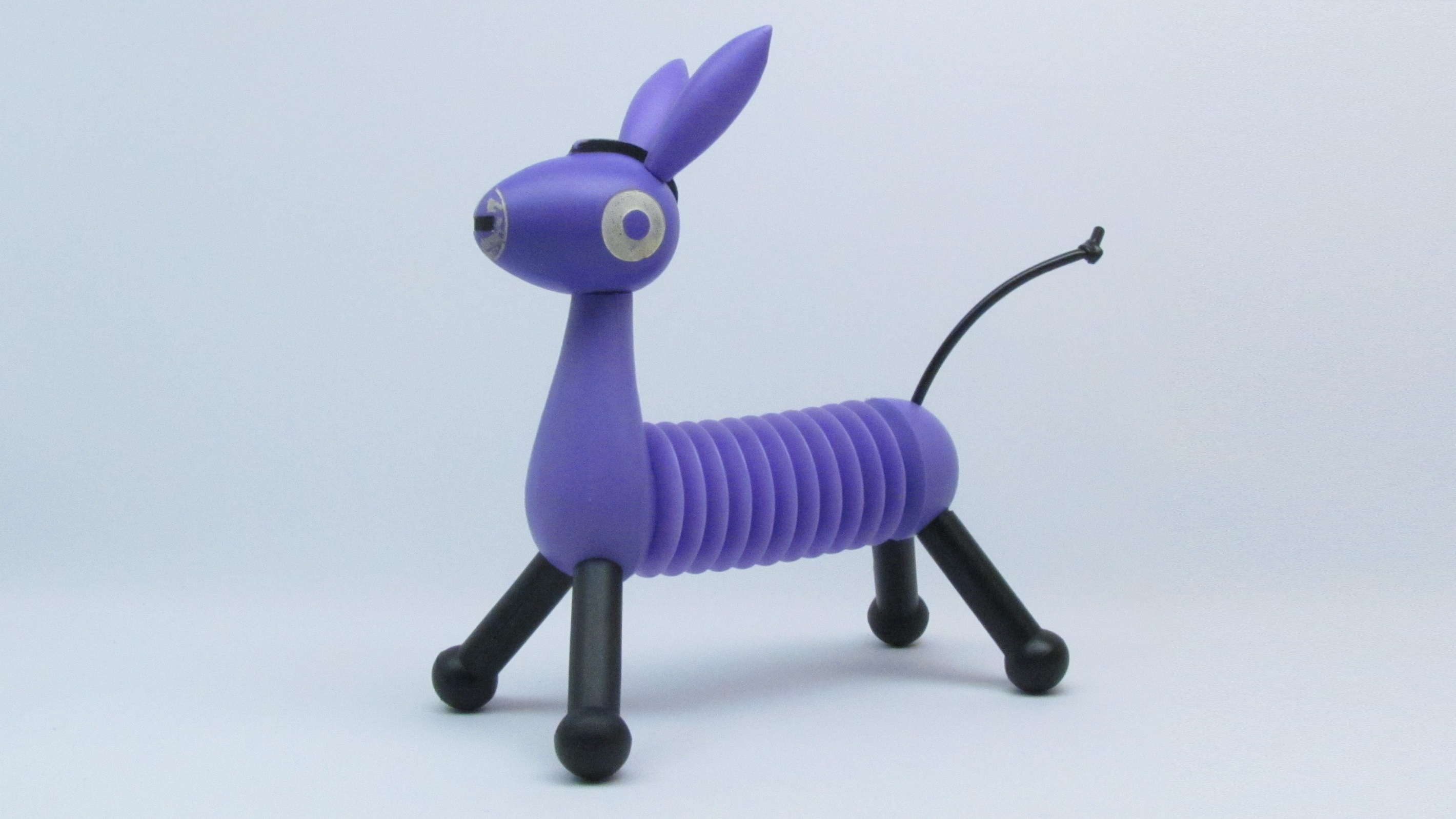
Àne, 1965
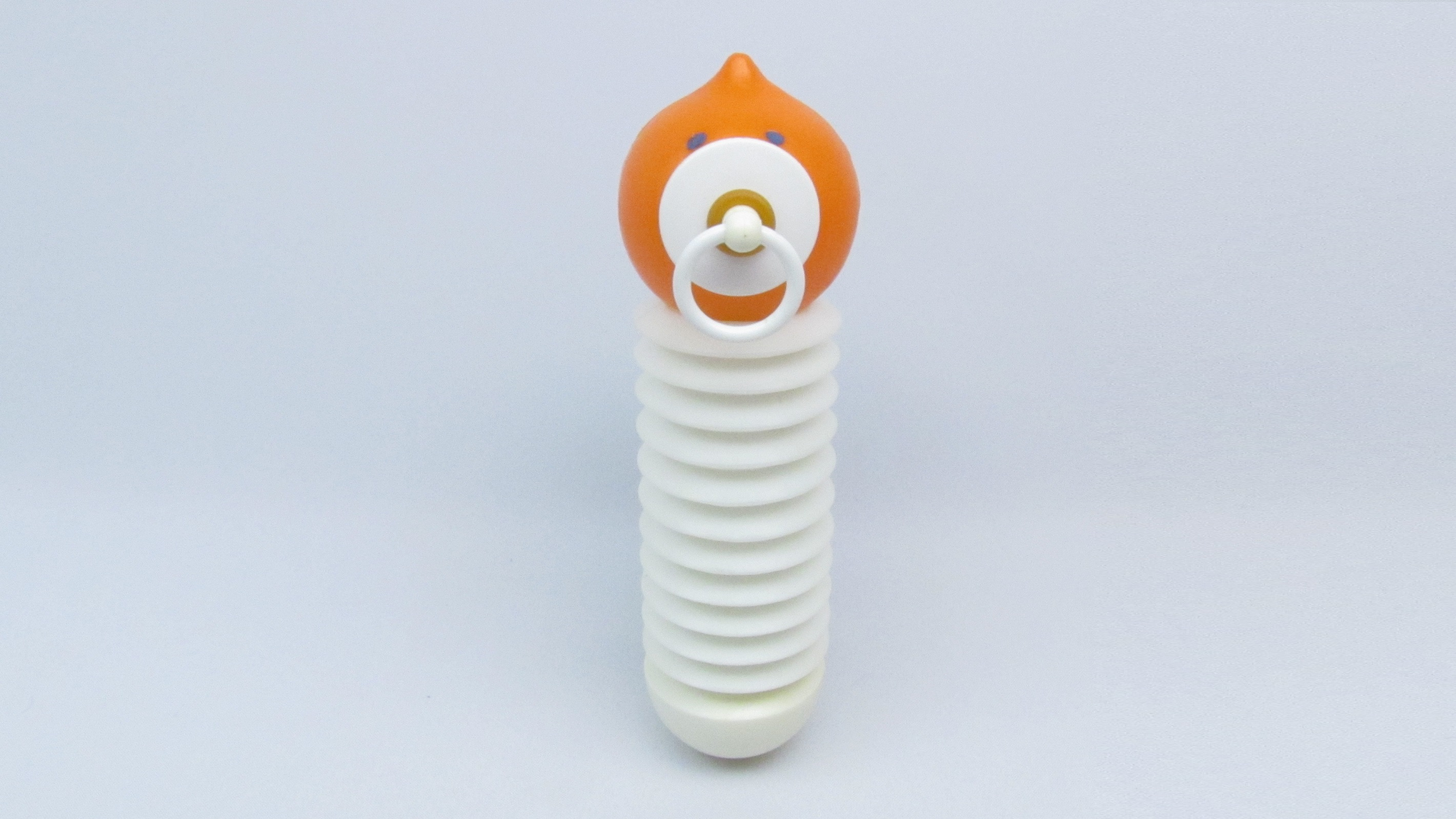
Bébé, 1964
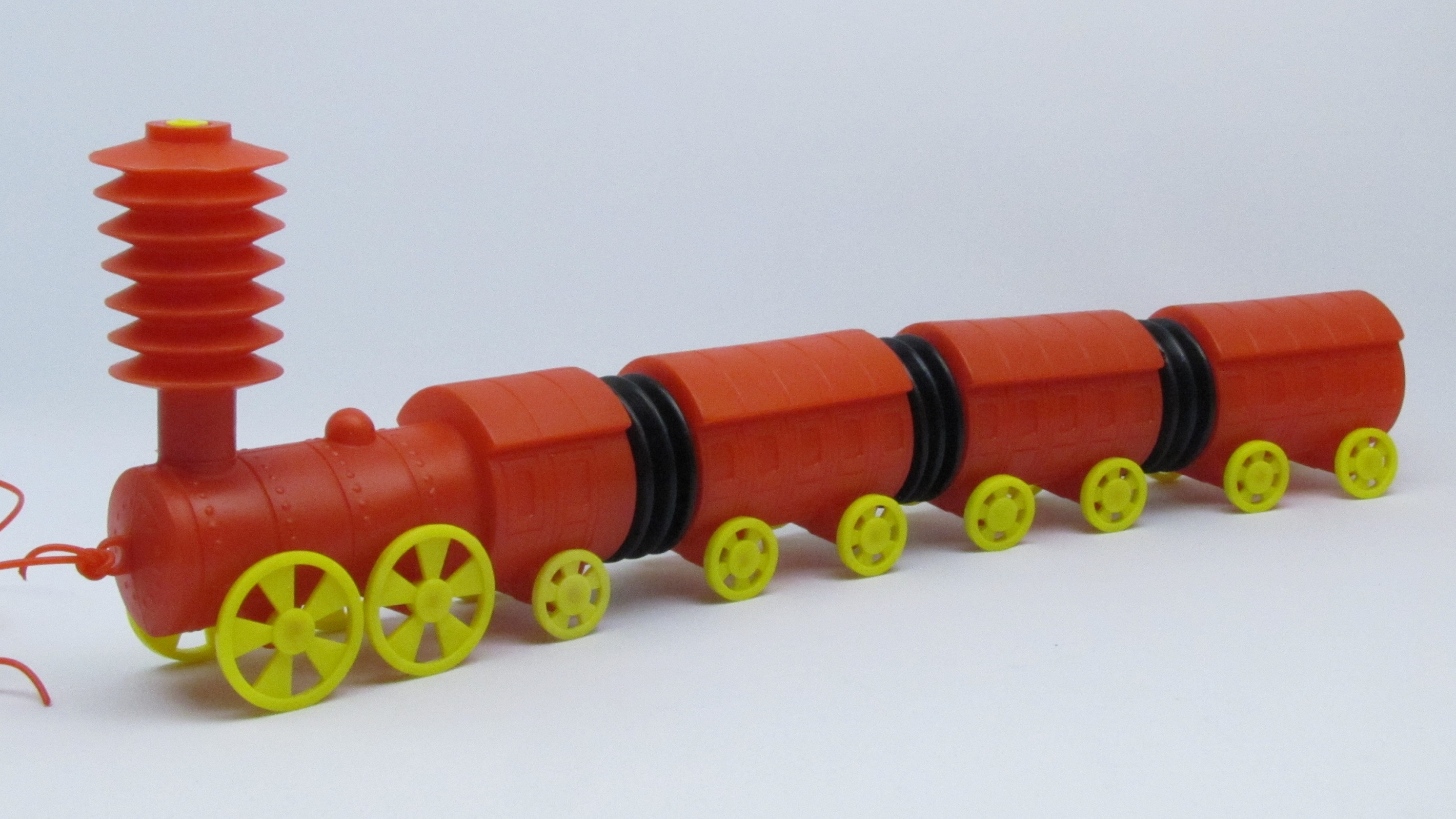
Toot-Toot le train, 1967

### Jouets verniens
Ces jouets inspirés de personnages des romans de Jules Verne ont été conçus pour Fatra Napajedla, en 1966.
Niklová a conçu trois jouets verniens : Nautilus, Albatros et Epouvante. Ils ont été conçus pour l'Exposition universelle de 1967 à Montréal, mais n'ont pas été présentés, le gouvernement communiste les jugeant « trop occidentaux ». Ils ont finalement été produits, bien qu'Epouvante soit resté seulement un prototype et n'ait jamais été produit en série.

### Jouets gonflables
Ces jouets ont été conçus pour Fatra Napajedla, à partir de 1963 et jusqu'à la fin de sa collaboration avec l'entreprise Fatra Napajedla, en 1980 ou 1981. Niklová a  imaginé des jouets gonflables et couineurs, aux couleurs pop, avec un caractère ludique. Dans les années 1970, elle conçoit des jouets gonflables et des sièges qui semblent surgir de contes de fées, mais avec un côté pratique : légers et lavables, parfaits pour les aventures à l'intérieur ou à l'extérieur. Elle donne vie à toute une ménagerie : des chevaux, des rhinocéros, des chenilles, des girafes, des lions et même des ours polaires, tous inspirés par le succès initial du bison en 1971.

### Principe de conception
Libuše Niklová conçoit des jouets qui favorisent la fantaisie et l'imagination des enfants. En cela, pour Tereza Bruthansová, elle se différencie des conceptions de jouets trop fidèles à la réalité et trop complexes que critique déjà Roland Barthes quelques années auparavant ( dans son ouvrage Mythologies publié à la fin des années 1950) : « […] devant cet univers d'objets fidèles et compliqués, l'enfant ne peut se constituer qu'en propriétaire, en usager, jamais en créateur ; il n'invente pas le monde, il l'utilise : on lui prépare des gestes sans aventure, sans étonnement et sans joie. On fait de lui un petit propriétaire pantouflard qui n'a même pas à inventer les ressorts de la causalité adulte ; on les lui fournit tout prêts : il n'a qu'à se servir, on ne lui donne jamais rien à parcourir. »

## Principales expositions
Les créations de Niklová ont fait l'objet de plusieurs expositions, l'une des premières à l'international étant à Paris au musée des Arts décoratifs à Paris en 2011, intitulée Plastique ludique. Parmi les expositions qui lui ont été consacrées en partie ou totalement, peuvent être citées :

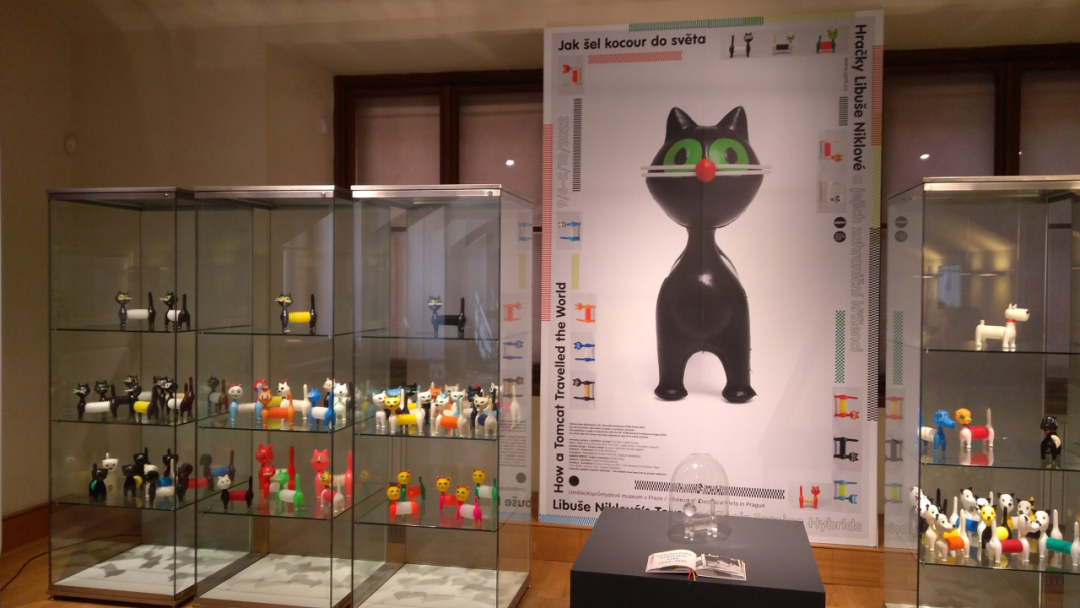
Comment un Tomcat a parcouru le monde : les jouets de Libuše Niklová et leurs hybrides étrangers.

- 200 dm3 dechu (en français, 200 dm3 de souffle) – la Galerie régionale des beaux-arts de Zlín (cs), Maison des arts à Zlín, République tchèque[5] (2010) ;
- 200 dm3 dechu (200 dm3 de souffle) – le musée des Arts décoratifs de Prague, République tchèque (2010)
- Plastique ludique – le musée des Arts décoratifs au Louvre, Paris, France[6] (2011)
- Paris et création – Plastique ludique – les Galeries Lafayette à Paris, France.
- Century of the Child: Growing by Design 1900–2000 – au Musée d'art moderne de New York, États-Unis[7] (2012) ;
- Designing Modern Women 1890–1990 –  au Musée d'art moderne de New York, États-Unis ;
- 100 Years of Czech Design – au Musée des arts et du design de la préfecture de Toyama à Toyama, Japon[8] (2019)
- 100 Years of Czech Design – au Setagaya Art Museum à Tokyo, Japon[9]
- 100 Years of Czech Design – au Museum of Modern Art, Kamakura & Hayama (en) à Hayama, Japon[10] (2020)
- 100 Years of Czech Design – au Musée d'art moderne de Kyoto au Japon[11] (2020)
- Comment un Tomcat a parcouru le monde : Les jouets de Libuše Niklová et leurs hybrides étrangers – au Musée des arts décoratifs de Prague, République tchèque[12]